# Butimanu
Butimanu è un comune della Romania di 2 226 abitanti, ubicato nel distretto di Dâmbovița, nella regione storica della Muntenia.
Il comune è formato dall'unione di 4 villaggi: Bărbuceanu, Butimanu, Lucianca, Ungureni.
Butimanu ha dato i natali a Constantin Prezan (1861-1943), generale dell'esercito romeno durante la prima guerra mondiale.